# Badenhausen
Badenhausen am Harz ist ein Ortsteil der Gemeinde Bad Grund (Harz) im Landkreis Göttingen in Niedersachsen.

## Geografie

### Lage
Badenhausen liegt sowohl am Westrand des Oberharzes als auch des Naturparks Harz. Es befindet sich am Rhume-Zufluss Söse, in die dort der Uferbach und Sülpkebach münden. Die nächstgelegene größere Stadt ist die ehemalige Kreisstadt Osterode, deren Kernstadt etwa 5 km südsüdöstlich liegt. Die Natur ist um den Ort noch weitenteils intakt, neben den Wäldern um den Ort fließt die Söse durch und um Badenhausen.

### Ortsgliederung
- Badenhausen (Hauptort)
- Neuhütte
- Oberhütte

## Geschichte
Badenhausen wurde erstmals im Jahr 968 namentlich in einer Schenkungsurkunde Kaiser Ottos des Großen erwähnt. Am 2. Oktober 968 schenkte Kaiser Otto I. der erzbischöflichen Kirche des heiligen Moritz in Magdeburg seinen bisherigen Eigenbesitz, den er bisher in Badenhausen besessen hatte.
Gegen 1440 wurde Badenhausen von Goslar zerstört, um 1500 wurde es durch die Herzogin Elisabeth wieder aufgebaut.
Seitdem stieg die Einwohnerzahl Badenhausens ständig, von 25 im Jahr 1550 bis 315 Einwohner im Jahr 1774. Seit 1833 gehörte Badenhausen zum im Herzogtum Braunschweig gebildeten Landkreis Gandersheim.

### Ortsname
Alte Bezeichnungen: 968 (A. 15. Jh.) Badenhusen, 1131 (Fä. 13. Jh.) Badenhusen, um 1154 Badenhusen, 1157 Badenhusen, 1233 Badenhusen. Die Überlieferung des Ortsnamens zeigt, dass im ersten Vokal des Bestimmungswortes (im Dialekt begründet) ein Schwanken zwischen -a- und -o- stattgefunden hat: Badenhusen – Bodenhusen. Das Grundwort veränderte sich ebenfalls: Älteres -husen wurde seit der Mitte des 16. Jh. abgelöst durch -hausen. Der Ortsname enthält im Grundwort niederdeutsch -husen, das später dem hochdeutsch -hausen weicht. Im BW steht ein schwach flektierender Personenname asä. Bado, der zu germ. *badw, ags. beadu, beado, asä. badu- (nur in PN) „Kampf“ gehört.

### Eingemeindungen
Am 1. Juli 1972 bildete Badenhausen mit Gittelde, Teichhütte, Windhausen und weiteren Mitgliedsgemeinden die Samtgemeinde Bad Grund (Harz) und wurde nach dem Harzgesetz dem Landkreis Osterode am Harz zugeordnet. Zum 1. März 2013 schlossen sich die Mitgliedsgemeinden der Samtgemeinde Bad Grund (Harz) zur neuen Gemeinde Bad Grund (Harz) zusammen.

### Einwohnerentwicklung
| Jahr | Einwohner | Quelle |
| ---- | --------- | ------ |
| 1910 | 1346      | [ 6 ]  |
| 1925 | 1271      | [ 7 ]  |
| 1933 | 1400      | [ 7 ]  |
| 1939 | 1379      | [ 7 ]  |
| 1950 | 2232      | [ 8 ]  |
| 1956 | 1975      | [ 8 ]  |
| 1973 | 1969      | [ 9 ]  |
| 1975 | 02037 ¹   | [ 10 ] |
| 1980 | 02056 ¹   | [ 10 ] |

| Jahr | Einwohner | Quelle |
| ---- | --------- | ------ |
| 1985 | 2106 ¹    | [ 10 ] |
| 1990 | 2097 ¹    | [ 10 ] |
| 1995 | 2062 ¹    | [ 10 ] |
| 2000 | 2033 ¹    | [ 10 ] |
| 2005 | 2015 ¹    | [ 10 ] |
| 2010 | 1896 ¹    | [ 10 ] |
| 2012 | 1850 ¹    | [ 1 ]  |
| 2013 | 1882 ¹    | [ 11 ] |
| 2021 | 1724 ¹    | [ 2 ]  |

¹ jeweils zum 31. Dezember
|  |

## Religion

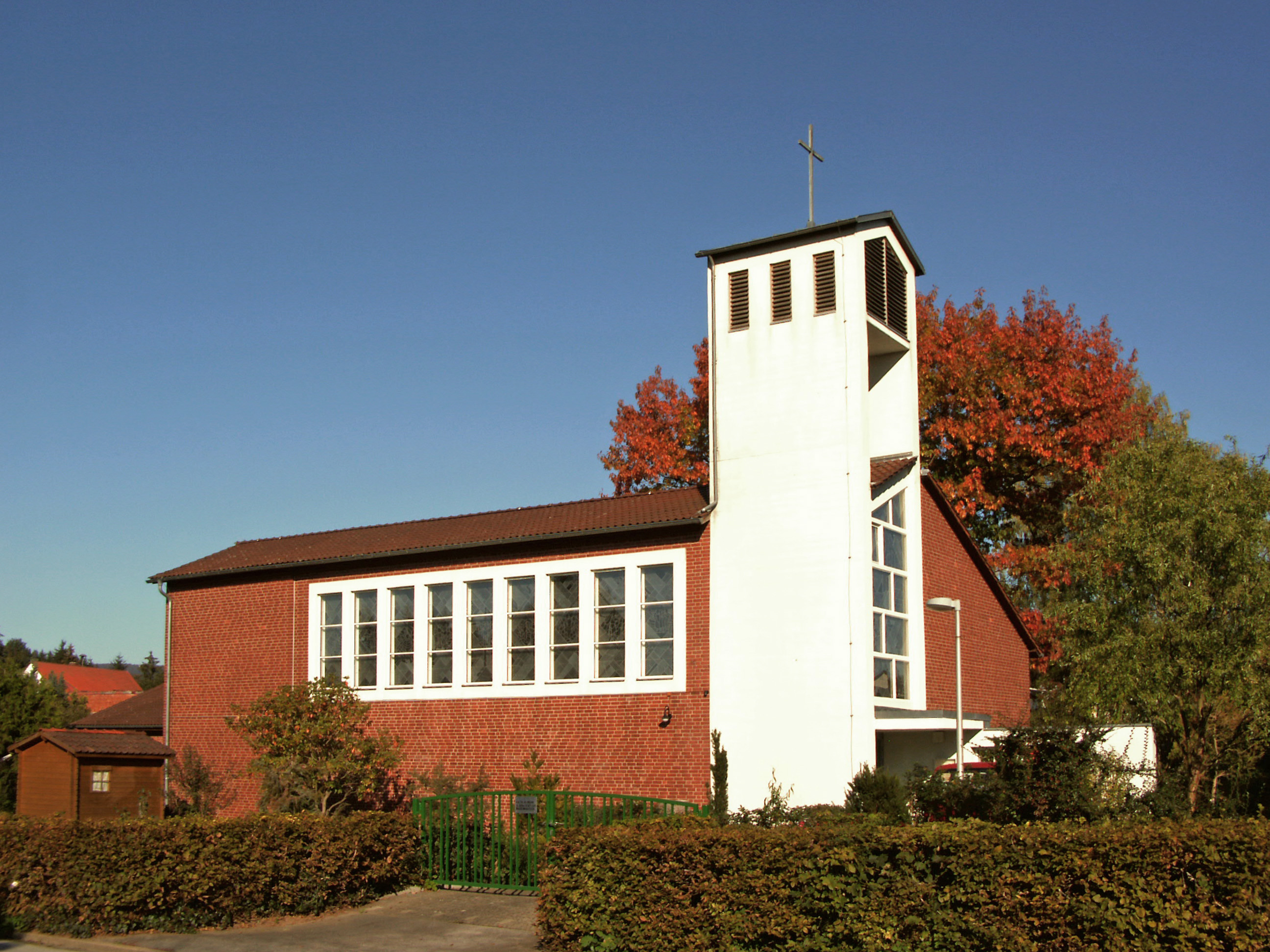
St.-Bonifatius-Kirche (2011)

Badenhausen wurde durch die Reformation protestantisch. Die evangelisch-lutherische St.-Martin-Kirche befindet sich in der Thüringer Straße, sie ist die südlichste Kirche der Propstei Gandersheim-Seesen der Evangelisch-Lutherischen Landeskirche in Braunschweig. Die Kirchengemeinde bildet einen Pfarrverband mit Windhausen.
Die katholische St.-Bonifatius-Kirche befand sich im Lindenweg. Die nach dem heiligen Bonifatius benannte Kirche wurde errichtet, weil sich nach 1945 durch die Flucht und Vertreibung Deutscher aus Mittel- und Osteuropa Katholiken in Badenhausen und den umliegenden Dörfern niedergelassen hatten. Am 1. April 1961 erfolgte der erste Spatenstich, am 14. Mai 1961 folgte die Grundsteinlegung, und am 8. April 1962 wurde die Kirche durch Bischof Heinrich Maria Janssen geweiht. 1965 bekam die Kirche zwei Glocken. Die St.-Bonifatius-Kirche gehörte vom 1. August 2004 an bis zu ihrer Profanierung als Filialkirche zur Pfarrgemeinde St. Johannes Baptist in Osterode im Bistum Hildesheim, zuvor war ab dem 1. Juli 1963 die Filialkirche der Osteroder St.-Martin-Gemeinde gewesen. Nachdem die St.-Bonifatius-Kirche in den letzten Jahren nur noch wenig genutzt worden war, erfolgte am 2. Juni 2023 ihre Profanierung durch Bischof Heiner Wilmer. Das Kirchengebäude soll verkauft und danach als Lagerhalle genutzt werden.

## Politik

### Ortsrat
Der Ortsrat setzt sich aus sieben Ratsfrauen und Ratsherren zusammen.
- SPD: 4 Sitze (−1)
- PRO Badenhausen: 2 Sitze (+2)
- CDU: 1 Sitz (−1)

(Stand: Kommunalwahl am 12. September 2021, Veränderungen zu 2016)

### Ortsbürgermeister
Ortsbürgermeister ist seit Dezember 2022 Mario Passauer (SPD). Er war zuvor Stellvertreter des langjährigen Ortsbürgermeisters Erich Sonnenburg, der das Amt altersbedingt abgab. Passauers Stellvertreter ist seitdem Alexander Blötz.

### Wappen
Der Entwurf des Kommunalwappens von Badenhausen stammt von dem Braunschweiger Oberstudiendirektor, Heraldiker und Grafiker Wilhelm Krieg. Der Gemeinderat beschloss das Wappen am 15. August 1961 und der Niedersächsische Minister des Innern genehmigte es am 29. November 1961.
| Wappen von Badenhausen | Blasonierung: „In Blau auf einem silbernen Hügel, der mit einem goldgeschnürten blauen Posthorn belegt ist, ein silberner Turm mit offenem blauen Tor.“ |
| Wappen von Badenhausen | Wappenbegründung: Auf der Webseite der Gemeinde Bad Grund (Harz) wird hierzu erwähnt: „Mit dem Ort Badenhausen ist die Geschichte der auf dem Pagenberg gelegene Hindenburg eng verbunden. Die Burg wird 1152 urkundlich erwähnt. Sie stand immer wieder im Mittelpunkt kriegerischer Auseinandersetzungen und ist seit etwa 1492 aufgegeben. Die Erinnerung an die Hindenburg wird im Wappen durch den Turm, einen Bergfried, wachgehalten und symbolisiert. Der Posthof, von 1704 bis etwa 1808 Station der Thurn- und Taxischen Reitpost, zeugt von der Lage Badenhausens an wichtigen Verkehrswegen, besonders aus dem thüringisch-sächsischen Raum nach Norden. Der Posthof war Relaisstaion, hier wurden unter anderem die Pferde gewechselt. Um 1844 wurde eine Postexpedition eingerichtet, deren Nummernstempel heute einigen Sammlerwert besitzen. Durch das goldgeschnürte Posthorn im Wappen soll an diese große Post-Tradition von Badenhausen erinnert werden. Die Gipswerke, deren Gründung 1804 erfolgte, waren eine wichtige Industrie für Badenhausen. Durch den silbernen Berg wird die Gipsindustrie in das Wappen einbezogen.“ |

### Banner und Flagge
|  | 00Banner: „Das Banner ist blau-weiß längsgestreift mit dem aufgelegten Wappen oberhalb der Mitte.“ |
|  | 00Hissflagge: „Die Flagge ist blau-weiß quergestreift mit dem Wappen in der Mitte.“                |

## Kultur und Sehenswürdigkeiten

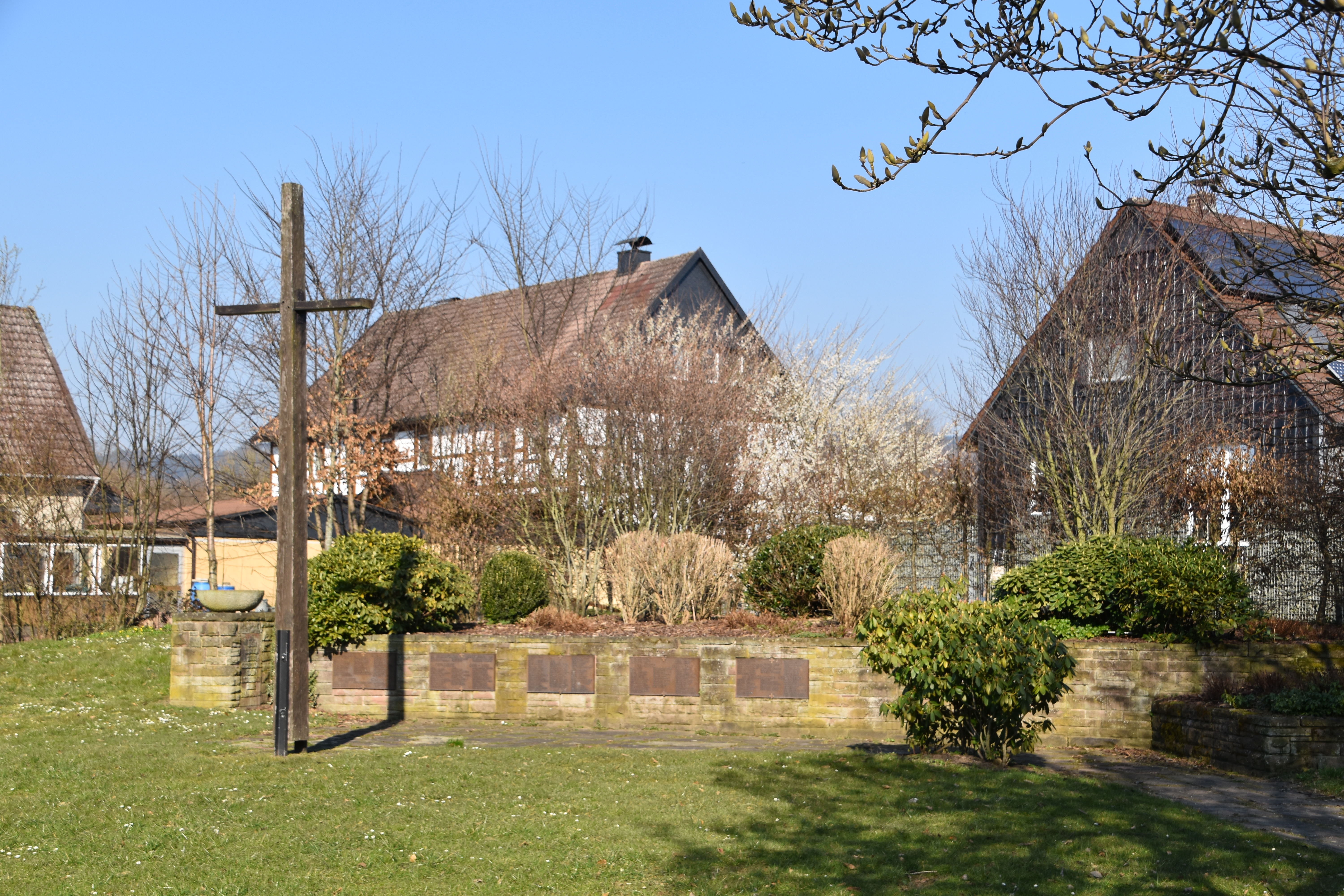
Ehrenmal auf dem Kirchhof

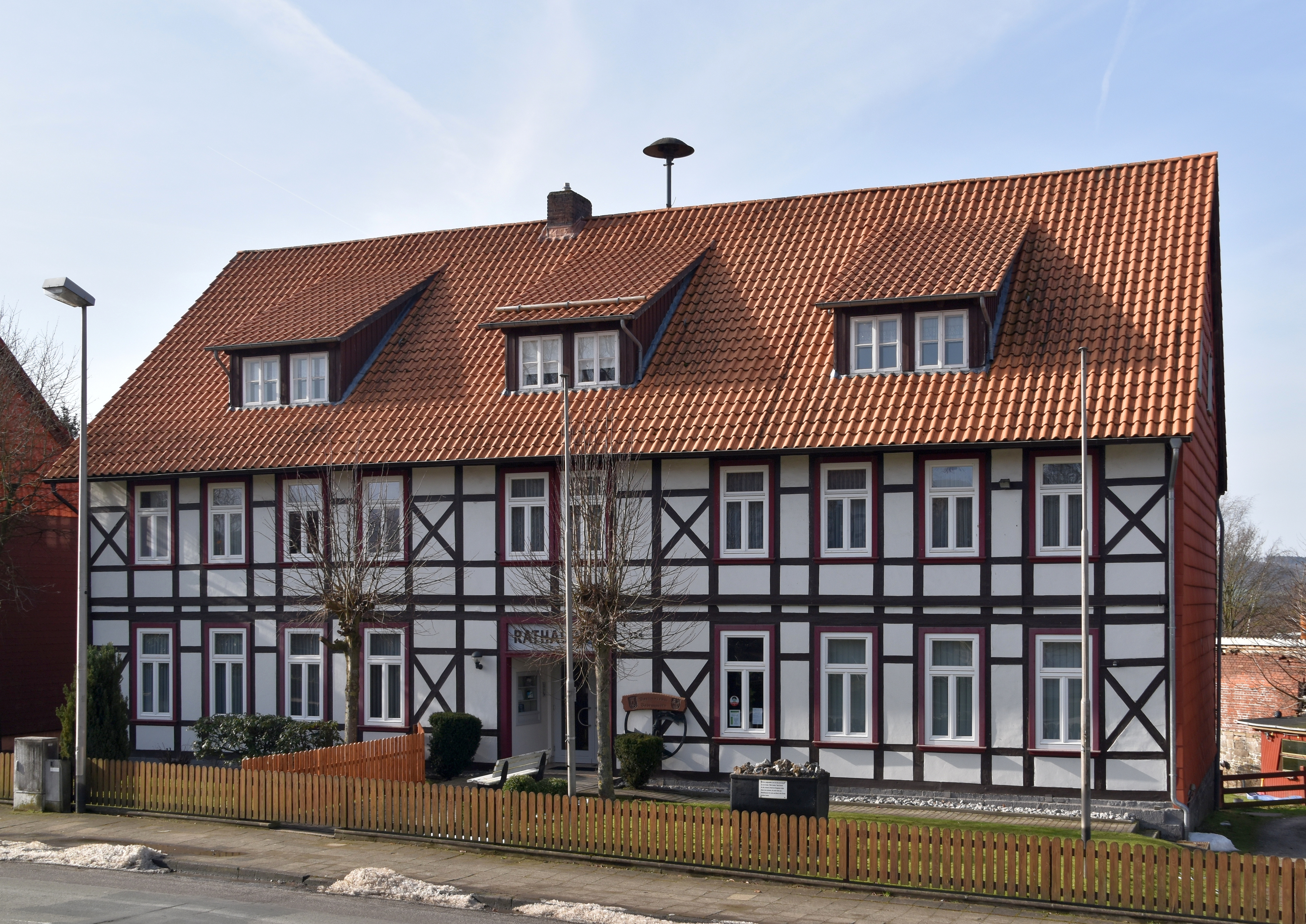
Ehemaliges Rathaus mit Heimatmuseum

### Bauwerke
- In Badenhausen befindet sich ein großes Sägewerk, das laut Guinness-Buch der Rekorde das längste je gesägte Holzblatt der Welt besitzt. Dieses Holzblatt in Form einer Säge war bis zum Jahr 2016 für die Öffentlichkeit an der Außenwand des Werkes mit einer Tafel von Guinness angebracht.
- Im angrenzenden Wald auf dem Pagenberg sind noch vereinzelt Mauerreste der Hindenburg zu sehen.

### Parks
Im Kirchpark befindet sich eine kleine Gedenkstätte für die aus Badenhausen stammenden Opfer der beiden Weltkriege. Ein weiterer kleiner Park mit Sitzgelegenheiten befindet sich mit dem Bürgerpark im Ortskern am Kindergarten.

### Sport
In Badenhausen befindet sich ein Fußballplatz sowie eine große und eine kleine Sporthalle. Fußball und Handball sind die beiden großen Sportarten des Ortes.

### Regelmäßige Veranstaltungen
Alle drei Jahre findet in Badenhausen am ersten Wochenende der niedersächsischen Schulferien das traditionelle Volks- und Schützenfest statt.

## Wirtschaft und Infrastruktur

### Unternehmen, Öffentliche Einrichtungen
In Badenhausen gibt es Geschäfte sowie zwei Restaurants. Für die Jugend wurde ein Jugendraum angelegt. Außerdem sind viele Einwohner Mitglieder der Freiwilligen Feuerwehr Badenhausen oder des Sportvereins. Ein beliebter Ort für Touristen ist das Naturfreundehaus in einem Wald nahe Badenhausen.
Unter anderem befinden sich in Badenhausen ein Sparladen, ein Metzger und ein Fahrradfachgeschäft sowie ein paar weitere kleine Geschäfte, wie zum Beispiel ein Hofladen oder ein Geschäft für Stoffe und Näharbeiten. Zudem führt die Volksbank im Harz eine SB-Filiale in Badenhausen, ganz in der Nähe davon befindet sich eine Tankstelle. Wichtigste Arbeitgeber des Ortes sind das ortsansässige Sägewerk sowie ein Transportunternehmen. Neben diesen Unternehmen befinden sich noch ein paar weitere kleinere Firmen und Betriebe in Badenhausen.

### Bildung
In Badenhausen gibt es eine Oberschule und einen Kindergarten.

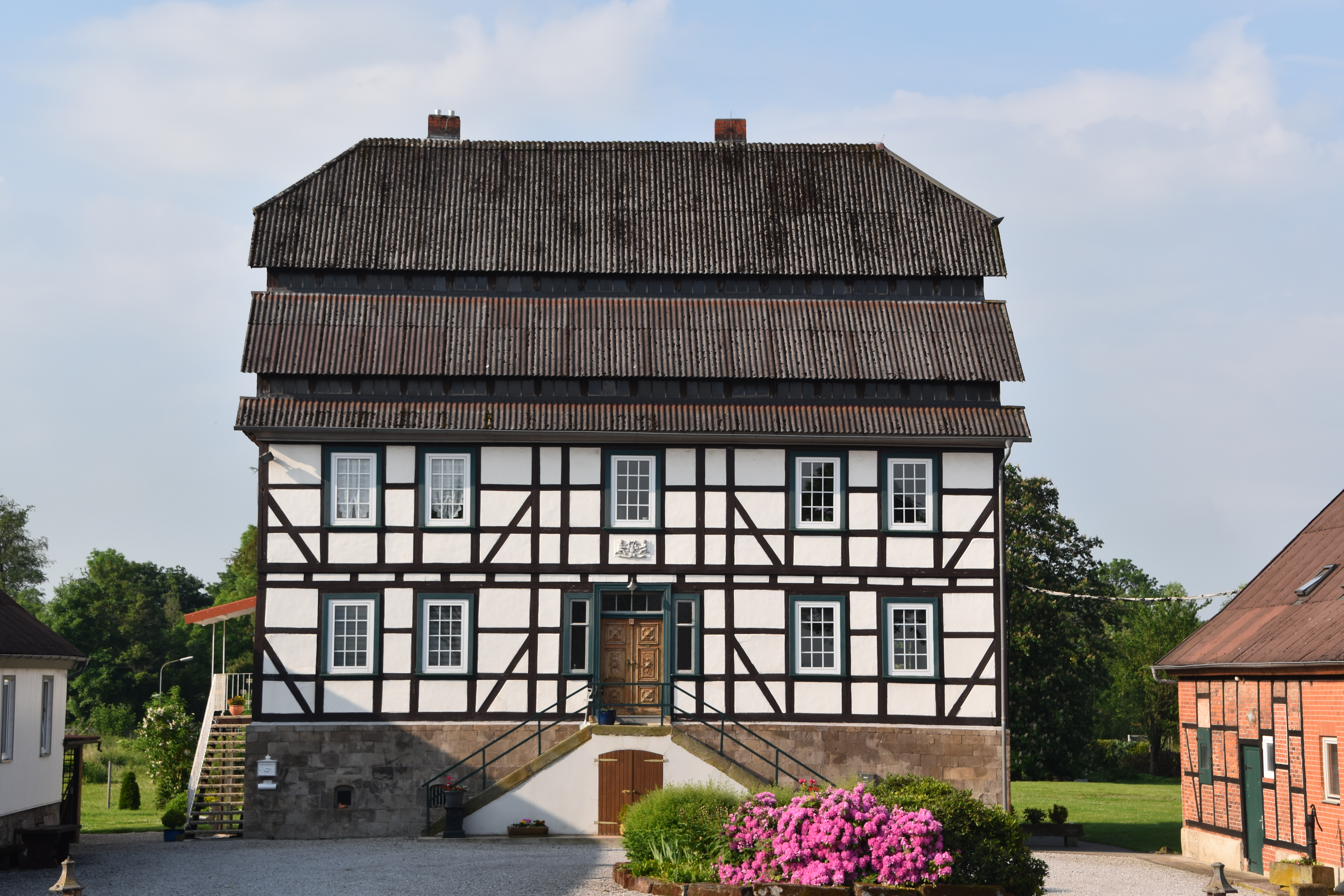
Posthof Badenhausen

### Verkehr
Nördlich von Badenhausen verlaufen die vierspurig ausgebaute Bundesstraße B 243 und die Bahnstrecke Herzberg–Seesen. Von 1898 bis 1967 hielten die Züge der schmalspurigen Bahnstrecke Osterode–Kreiensen an einem Bahnhof, der sich am Bürgerpark im Ortskern befand.
Zur Entwicklung des Postwesens in Badenhausen siehe: Postroute Braunschweig-Göttingen.

## Persönlichkeiten

### Söhne und Töchter des Ortsteils
- Hermann Peters (1869–1947), evangelischer Theologe, Pfarrer, Lehrer, Schulinspektor und Schulrat
- Fritz Beulshausen (1885–1957), Politiker (SPD)
- Ulla Beushausen (* 1961), Professorin für Logopädie an der HAWK Hochschule Hildesheim/Holzminden/Göttingen

### Personen, die mit dem Ortsteil in Verbindung stehen
- Heiso Meyer (vor 1650–1704), Glocken- und Geschützgießer, er fertigte 1677 eine Glocke für die örtliche St.-Martin-Kirche (Höhe 87 cm, Durchmesser 112 cm)
- Horst-Werner Nilges, bekannt als Knöllchen-Horst (* 1953/1954), Frührentner, der durch seine privaten Anzeigen von Verkehrsverstößen bekannt geworden ist, er lebt in Badenhausen